# Seoul Open 1995
Il Seoul Open 1995 è stato un torneo di tennis giocato sul cemento. È stata la 9ª edizione del torneo, che fa parte della categoria World Series nell'ambito dell'ATP Tour 1995. Si è giocato a Seul in Corea del Sud dal 24 aprile al 1º Maggio 1995.

## Campioni

### Singolare maschile
Greg Rusedski ha battuto in finale  Lars Rehmann con il punteggio di 6–4, 3–1 (Rehmann ritirato)

### Doppio maschile
Sébastien Lareau /  Jeff Tarango hanno battuto in finale  Joshua Eagle /  Andrew Florent con il punteggio di 6–3, 6–2